# ایمان ال گریبی
ایمان ال گریبی (انگلیسی: Aïmane El Gueribi؛ زادهٔ ۱۶ ژانویهٔ ۱۹۸۲) بازیکن فوتبال اهل فرانسه است.